# Опытное Хозяйство
О́пытное Хозя́йство (баш. Тәжрибә хужалығы) — деревня в Уфимском районе Республики Башкортостан Российской Федерации. Входит в состав Красноярского сельсовета.

## География

### Географическое положение
Расстояние до:
- районного центра (Уфа): 23 км,
- центра сельсовета (Красный Яр): 2 км,
- ближайшей ж/д станции (Уфа): 23 км.

## Население
| 2002 | 2009 | 2010 |
| ---- | ---- | ---- |
| 160  | ↘132 | ↗149 |

### Национальный состав
Согласно переписи 2002 года, преобладающие национальности — татары (47 %), русские (38 %).